# Pensar fora de la caixa

El trencaclosques dels nou punts. L'objectiu del puzle és unir els 9 punts amb quatre línies rectes o menys, sense aixecar el llapis i sense traçat de la línia de més d'una vegada. Més avall, podeu veure la solució.

Pensar fora de la caixa (de l'anglès thinking outside the box) és pensar de manera diferent, no convencional o des d'una nova perspectiva. Aquesta frase sovint es refereix al pensament innovador o creatiu.
De vegades s'anomena un procés de pensament lateral. L'expressió ha estat àmpliament utilitzada en entorns empresarials, sobretot per consultors de gestió i coaches executius, i ha donat lloc a una sèrie d'eslògans publicitaris. Pensar fora de la caixa és mirar més enllà i tractar de no pensar en les coses òbvies, sinó en intentar pensar més enllà d'aquestes.
| «                                                                                      | Primer se'ns ensenya a pensar dins de la caixa. Llavors se'ns ensenya a pensar fora de la caixa. El que vull és que ens preguntem és: qui va posar la caixa allà? | » |
| — Ellen Langer: On becoming an artist: reinventing yourself through mindful creativity | |   |

## Problema dels 9 punts

Una de les moltes solucions a l'enigma al principi d'aquest article és anar més enllà dels límits de vincular tots els punts en 4 línies rectes.

La idea d'alguna cosa fora d'una percepció de "caixa" es relaciona amb el tradicional trencaclosques anomenat trencaclosques dels nou punts.
Els orígens de la locució pensar fora de la caixa són poc clars, però es creu que va ser popularitzat en part pel trencaclosques dels nou punts, que John Adair afirma haver introduït el 1969. El consultor Mike Vance ha afirmat que l'ús dels nou punts del trencaclosques en els cercles de consultoria prové de la de la cultura corporativa de Walt Disney Company, on es va utilitzar el trencaclosques per millorar el pensament creatiu.
L'enigma proposa un repte intel·lectual per connectar els punts mitjançant el dibuix quatre línies rectes i contínues que passen per cada un dels nou punts, i sense aixecar el llapis del paper. El misteri és fàcil de resoldre, però només si dibuixa les línies de fora dels límits de la zona quadrats definit pels nou punts. La frase pensar fora de la caixa és una reafirmació de l'estratègia de solució. L'enigma només sembla difícil, perquè ens imaginem un límit al voltant de la vora de la matriu de punts. El fons de la qüestió és la barrera mental amb què sol ser percebut.

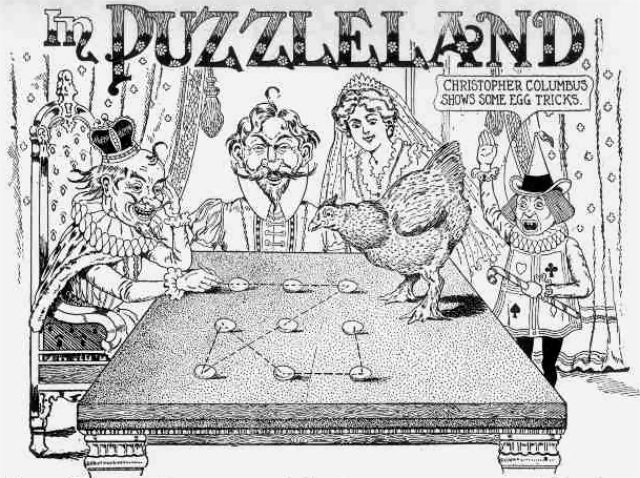
Christopher Columbus's Egg Puzzle tal com aparegué a la Cyclopedia of Puzzles de Sam Loyd.

El trencaclosques de nou punts és molt més antic que la locució. Ja apareix a la Cyclopedia of Puzzles de Sam Loyd del 1914. En la recopilació del 1951 The Puzzle-Mine: Puzzles Collected from the Works of the Late Henry Ernest Dudeney, el trencaclosques s'atribueix al mateix Dudeney. La formulació original del trencaclosques de Sam Loyd fou anomenada Puzzle de l'ou de Cristòfol Colom, en al·lusió a la història de l'ou de Colom.